# Fernando Álvarez de Sotomayor

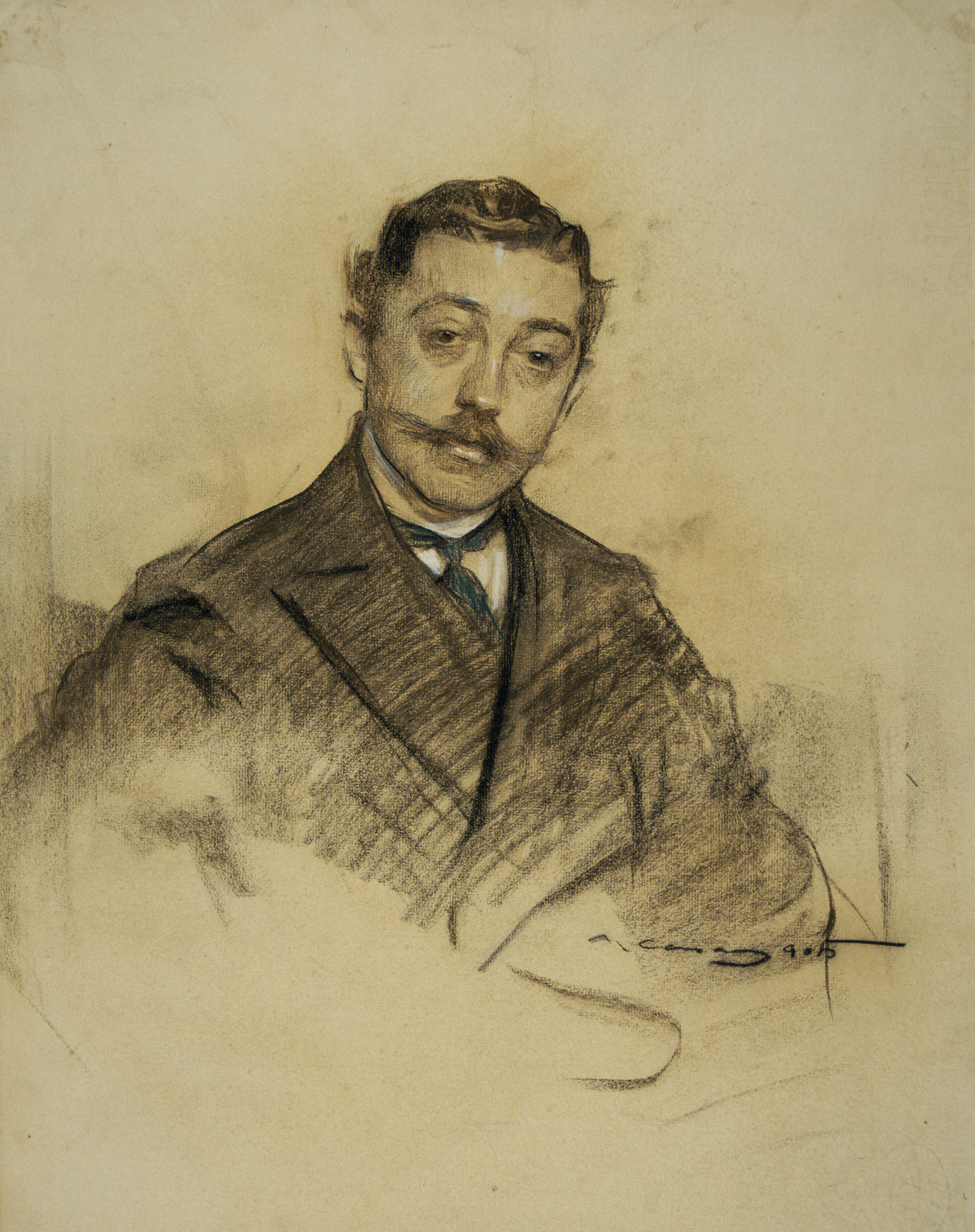
Fernando Álvarez de Sotomayor von Ramon Casas (MNAC).

Fernando Álvarez de Sotomayor y Zaragoza (* 25. September 1875 in Ferrol, Galicien; † 17. März 1960 in Madrid) war ein spanischer Maler.
Álvarez absolvierte in Toledo ein Bauingenieursstudium und begann Jura, Philosophie und Literatur zu studieren. Daneben nahm er Unterricht bei den Malern José Gutiérrez und José Vera. Ab 1892 studierte er in Madrid bei Manuel Domínguez Sánchez. 1899 ermöglichte ihm ein Stipendium das Studium an der Academia Española de Bellas Artes in Rom.
1908 lud ihn die chilenische Regierung durch ihren spanischen Generalkonsul Mathias Huelin ein, eine Stelle als Professor an der Escuela de Bellas Artes de Santiago zu übernehmen. Während seines Lehrtätigkeit, zuletzt als Direktor der Schule, war er prägend für eine ganze Gruppe von Malern, die unter den Namen Generación del Trece, Generación del Centenario, Generación Trágica bzw. Generación Sotomayor bekannt wurde. Deren prominenteste Vertreter waren Agustín Abarca, Francisco Alcalde, Judith Alpi, Lidia Berroeta de Novoa, Enrique Bertrix, Abelardo „Paschin“ Bustamante, Marco A. Bontá, Alfredo Bustos, Jerónimo Costa, Carlos Isamitt, Jorge Délano, Manuel Gallinato, Lautaro García, Ricardo Gilbert, Otto Georgi, Arturo Gordon, Luis Johnson, Laureano Guevara, Humberto Izquierdo, Jorge Letelier, die Brüder Alfredo, Enrique und Alberto Lobos, Pedro Luna, Andrés Madariaga, Jorge Madge, Guillermo Maira, Fernando Meza, Oscar Millán, Elmina Moissán, Camilo Mori, Enrique Moya, Julio Ortíz de Zárate, Pedro Ovalle, Franco Pailantonio, Ezequiel Plaza, José Prida y Solares, Dora Puelma, Benito Rebolledo, Ulises Vásquez, Guillermo Vergara, Nicanor Vergara und Jaime Torrent.
Nach seiner Rückkehr nach Spanien wurde Álvares Hofmaler des Königs Alfons XIII. 1922 wurde er Direktor des Museo del Prado und Mitglied der Real Academia de Bellas Artes de San Fernando. Nach der Proklamation der Zweiten Spanischen Republik 1931 musste Álvares zurücktreten, übernahm aber nach dem Ende des Spanischen Bürgerkrieges die Leitung des Museums erneut.
1947 ging Álvarez nach Buenos Aires. Dort organisierte er eine Ausstellung zeitgenössischer spanischer Maler und Bildhauer und malte die Porträts des Präsidenten Juan Domingo Perón und seiner Frau María Eva Duarte de Perón. 1953 wurde er zum Direktor der Real Academia de Bellas Artes de San Fernando berufen. Zwei Jahre später trat er aus Altersgründen zurück.

## Werke
- Orfeo Atacado por las Bacantes, Öl auf Leinwand, 233 × 296 cm
- Retrato de Don Marcial Martínez, Öl auf Leinwand, oval, 64 × 53 cm
- Autorretrato, Öl auf Leinwand, 46 × 71 cm.
- El Paular, Öl auf Leinwand, 60 × 78,5 cm.
- María del Carmen, Öl auf Leinwand, 44,5 × 34,5 cm.
- Estudio para un Retrato de la Condesa de Amurrio, Öl auf Leinwand, 44,5 × 34,5 cm.
- Retrato de Marcial Martínez, Öl auf Leinwand, 130 × 103 cm.
- Don Juan de Borbón, Conde de Barcelona, ca. 1935, Öl auf Leinwand, 207 × 145 cm
- Gitana con Pandereta, Öl auf Leinwand, 61 × 57 cm
- Pescaderas C., Öl auf Leinwand, 178 × 140 cm.
- Los Borrachos, Öl auf Leinwand
- Los Abuelos, 1905, Öl auf Leinwand, 92,5 × 73,5 cm.
- Aldeana Gallega C., 1907, Öl auf Leinwand, 122,5 × 78 cm
- Retrato de Doña Luisa Mendeville de Valdés, 1910, Öl auf Leinwand, 192 × 213 cm
- Don Alejandro Silva de la Fuente, 1914, Öl auf Leinwand, 76 × 58 cm
- Doña Carmen Yoacham Varas de Silva, 1914, Öl auf Leinwand, 76 × 58 cm
- Cena Gallega, 1915, Öl auf Leinwand, 75 × 101 cm
- Doña Mercedes Fernández de Yrarrazabal, 1915, Kohle auf Papier, 66 × 45 cm
- Retrato del Pintor Alfredo Helsby, 1917, Öl auf Leinwand, 100 × 58 cm
- Comida de Bergantiños, 1917, Öl auf Leinwand
- S.M.R.D. Alfonso XIII, 1920, Öl auf Leinwand
- Madre Bretona, 1922, Öl auf Leinwand